# Klucz 7
Klucz 7, oznaczający „dwa” – jeden z 23 kluczy Kangxi składających się z dwóch kresek.
W słowniku Kangxi pod tym kluczem umieszczono 29 znaków.

## Znaki zawierające klucz 7
| Kreski                 | Znak                    |
| ---------------------- | ----------------------- |
| bez dodatkowych kresek | 二                      |
| 1 dodatkowa kreska     | 亍 于 亏 亐（日文簡軆） |
| 2 dodatkowe kreski     | 云 互 亓 五 井 亖       |
| 3 dodatkowe kreski     | 亗                      |
| 4 dodatkowe kreski     | 亘 亙 亚（簡軆）        |
| 5 dodatkowych kresek   | 些 亜（日文簡軆）       |
| 6 dodatkowych kresek   | 亝（韓文簡軆） 亞 亟    |

## Kodowanie
| Znak                   | 二            | 二            |
| ---------------------- | ------------- | ------------- |
| Nazwa w Unikodzie      | Ideograph two | Ideograph two |
| Kodowanie              | dziesiątkowo  | szesnastkowo  |
| Unicode                | 20108         | U+4E8C        |
| UTF-8                  | 228 186 140   | e4 ba 8c      |
| Odwołania znakowe SGML | &#20108;      | &#x4E8C;      |